# Großsander
Großsander ist seit 1972 ein Ortsteil der Gemeinde Uplengen, Landkreis Leer, Ostfriesland, Land Niedersachsen. Großsander umfasst eine Fläche von 882 Hektar (8,82 Quadratkilometer) und hat etwa 426 Einwohner (Stand: Dezember 2007). Ortsvorsteherin ist Melanie de Vries.

## Geschichte

### Name
Bedeutung und Ursprung des Ortsnamens sind nicht eindeutig geklärt. Sander ist ein Wort mit wohl nordeuropäischer Herkunft und benennt fächerförmige Sand- und Schotterflächen, die von den Schmelzwässern im Vorfeld der Gletscher bzw. Inlandeismassen abgelagert wurden. Sehr wahrscheinlich ist der Name Sander darauf zurückzuführen, dass zwischen dem Oldenburger und dem Ostfriesischen Land Moor und Morast vorherrschte und in Großsander eine Sandzunge in das Moor hineinragte, die das Überqueren des Moores für die Postkutschen der vergangenen Jahrhunderte vereinfachte.

### Ort
Die ersten geschichtlichen Nachweise gehen in das 14. Jahrhundert zurück durch die Burg Uplengen stand. Diese Burg wurde nach dem Siege des Bundes der Freiheit (1430) von Edzard Cirksena als Grenzposten zum Oldenburger Land intensiver befestigt. Die Burg wurde in der sächsischen Fehde 1514 vom Grafen von Oldenburg und Hero Omken eingenommen, ein Jahr später von Graf Edzard dem Großen zurückerobert. Nach der Vermählung des Grafen Enno II. mit Anna von Oldenburg fanden die Streitigkeiten zwischen Oldenburg und Ostfriesland ein Ende. Die Burg wurde 1535 geschleift. Der noch vorhandene Rest des Burgwalles steht unter Denkmalschutz.
Am 1. Januar 1973 wurde Großsander in die neue Gemeinde Uplengen eingegliedert.

## Wirtschaft, Infrastruktur und Tourismus
Heute wird Großsander geprägt von landwirtschaftlichen Betrieben und dank eines im Rahmen des Autobahnbaues neu geschaffenen Badesees (Badesee Großsander) dient der Ort als Naherholungsgebiet für die Uplengener und Ammerländer, aber auch für anreisende Touristen. Zunehmend werden in Großsander auch Ferienwohnungen bereitgestellt.
Das Wahrzeichen von Großsander ist die wieder aufgebaute Poststation an der früheren Hauptverbindungsstraße von Oldenburg nach Leer (früher Teil der Bundesstraße 75).